# Jack Gerson
Pour les articles homonymes, voir Gerson.
Jack Gerson, né le 31 juillet 1928 à Glasgow en Écosse et mort le 29 avril 2012 dans la même ville, est un écrivain et un scénariste écossais.

## Biographie
Depuis 1961, il est scénariste de séries télévisées populaires pour la BBC dont Z-Cars de 1971 à 1974 et The Omega Factor (en) en 1979.
Il publie plusieurs novélisations de ses scénarios et plusieurs thrillers dont en 1985 On ne chevauche pas les tigres (The Back of the Tiger).

## Œuvre

### Romans
- Man on the Crater's Edge (1972)
- The Back of the Tiger (1985)
  - On ne chevauche pas les tigres, Série noire no 1991 (1985)
- Whitehall Sanction (1985)
- Death's Head, Berlin (1988)
- Death Squad London (1990)
- Deathwatch 39 (1991)
- The Evil Thereof (1991)
- The Fetch (1993)

### Novélisations
- The Regiment (1973) coécrit avec Nick McCarty
- The Omega Factor (1979)
- Assassination Run (1980)
- Treachery Game (1981)

## Filmographie
- 1961 : Three Ring Circus, téléfilm britannique réalisé par James MacTaggart (en)
- 1965 : Hitchcock on Grierson, film documentaire britannique
- 1966 - 1967 : 4 épisodes de la série télévisée britannique This Man Craig (en)
- 1967 - 1968 : 5 épisodes de la série télévisée britannique The Revenue Men (en)
- 1971 - 1972 - 1974 : 6 épisodes de la série télévisée britannique Z-Cars
- 1972 - 1973 : 2 épisodes de la série télévisée britannique The Regiment (en)
- 1973 : 2 épisodes de la série télévisée écossaise Late Night Theatre (en)
- 1973 - 1974 - 1975 - 1976  : 7 épisodes de la série télévisée écossaise Sutherland's Law (en)
- 1976 : série télévisée écossaise Garnock Way (en)
- 1976  : 6 épisodes de la série télévisée britannique Little Lord Fauntleroy
- 1979  : 3 épisodes de la série télévisée britannique Running Blind (en)
- 1979  : 10 épisodes de la série télévisée britannique The Omega Factor (en)
- 1980  : 3 épisodes de la série télévisée britannique The Assassination Run
- 1981  : 3 épisodes de la série télévisée britannique The Treachery Game

## Sources
- Claude Mesplède, Les Années Série noire vol.5 (1982-1995), Encrage « Travaux » no 36, 2000